# Agiaro
L'agiaro (Ach'aruli / აჭარული) è uno dei dialetti della lingua georgiana, principalmente parlato dentro i confini della repubblica autonoma di Agiaria (Georgia), in due villaggi della regione adiacente di Guria e nelle aree abitate da georgiani etnici della Turchia.

## Origine e influenza turca
Il dialetto agiaro deriva dal colchico, meskhet-clargeziano e dai dialetti guriani circostanti, oltre ad essere stato influenzato dalla turca introdotta dall'impero ottomano.

## Sotto-dialetti e accenti
Il dialetto agiaro possiede diversi sotto-dialetti, ed è parlato con diversi accenti in differenti località, tra i quali i più comuni sono l'agiaro superiore e l'agiaro inferiore, oltre a un distinto dialetto cobulezio. Il sotto-dialetto superiore agiaro si trova a Khulo e Shuakhev, mentre quello inferiore nelle regioni di Keda, Khelvachauri e Kobuleti.
L'agiaro viene parlato con accenti khuloani, shuakheviani, kobulezi. Il cobulezio mostra meno evidente influenza turca rispetto agli altri due. Alcuni distinguono le varianti ghorjomiane e kihikhadziriane del khuloano. Anche la regione di kirnat-maradid possiede un accento unico.
Ci sono varietà occidentali ed orientali di agiaro. Il sotto-dialetto agiaro superiore è simile al samtskhe-Javakhet e all'iberico. Il sotto-dialetto agiaro inferiore (particolarmente la versione con accento cobulezio), è simile al modo di parlare del georgiano occidentale.

## Fonti
- qarTuli (aWaruli) zRaprebi, baT., 1973.
- S. niJaraZe, aWaruli dialeqti, baTumi, 1975.
- p. jajaniZe, aWaruli leqsikuri masalebi, qpi Sr., XXIII, 1961.
- t. futkaraZe, msazRvrel-sazRvrulis brunebisaTvis samxreT saqarTvelos dialeqtebSi, aWaruli dialeqtis dargoblivi leqsika, VI, Tb., 1986.